# Panther II
Panther II var en tysk stridsvagnsprototyp under andra världskriget. Den var baserad på Panther men hade tjockare pansar. Vissa komponenter hämtades från Tiger II. Stridsvagnen lämnade aldrig prototypstadiet och sattes således aldrig i produktion. 

## Bevarade exemplar
- Patton Museum of Cavalry and Armor, Fort Knox, Kentucky, USA